# 美國文化政策理事會
美國文化政策理事會（英語：American Council for Cultural Policy，簡稱）是一個在2002年由一群美國古董及藝術品收藏家、經銷商和律師等人士所成立的非牟利組織。現在已停止運作。
理事會的45人顧問委員會在2002年10月9日開就任會議。與會者包括大都會藝術博物館（Metropolitan Museum of Art）董事會前執行副總裁兼法律顧問阿斯頓·霍金斯（Ashton Hawkins，理事會會長）、古董收藏家謝爾比·懷特（Shelby White）、蓋蒂博物館（J. Paul Getty Museum）前館長阿瑟·霍頓（Arthur Houghton，理事會副會長之一）、金寶美術博物館（Kimbell Art Museum）前董事埃德蒙·皮爾斯伯里（Edmund Pillsbury）和文物法律專家約翰·梅利曼（John Merryman），還有數位主要博物館的律師。
他們在2003年伊拉克戰爭開始前曾與美國國防部和國務院接觸過，商討關於伊拉克古物進出口的法律問題。

## 參看
- 伊拉克國家博物館

## 外部連結
- Looting and Conquest May 14, 2003 （页面存档备份，存于）
- Info on Ashton Hawkins （页面存档备份，存于）
- Info on Edmund Pillsbury[永久]
- Biography of Arthur Houghton （页面存档备份，存于）
- Biography of John Merryman （页面存档备份，存于）
- Philanthropist Shelby White Gives 'Hot' Art Back to Italy